# ستيفاني كورلو
ستيفاني كورلو هي راقصة وطالبة باليه أسترالية. و هي أول راقصة بالية محجبة في العالم.
ولدت كورلو لأب أسترالي وأم روسية. نشأت في ضواحي سيدني وبدأت الرقص في سن الثانية. توقفت ستيفاني عن الرقص في سن التاسعة في عام 2010 لعدم وجود استوديوهات للرقص تلبي معتقداتها حيث كانت هي وأهلها قد أعتنقوا الإسلام. ارتدت الحجاب الأول عندما كانت في الحادية عشر من عمرها. أطلقت كورلو حملة عبر الإنترنت لجمع الأموال من أجل التدرب على الباليه الكلاسيكي بدوام كامل، وجمعت أكثر من 7000 دولار. تُدرج كورلو كل من راقصات الباليه الأمريكية من أصل أفريقي ميستي كوبلاند، وراقصة الباليه الصينية الأسترالية لي كونكسين ‏، والمتزلجة الإماراتية زهرة لاري كمصادر للإلهام بالنسبة لها. كورلو تخطط لفتح مدرسة الرقص الخاصة بها في المستقبل، بحيث تكون موجهة نحو الشباب من الخلفيات المختلفة. كورلو هي سفيرة حملة " أزل الكراهية من النقاش" ، وهي حملة تساعد الشباب في تحديد خطاب الكراهية على الإنترنت ومعالجته. هي حاصلة على منحة Aim for the Stars ومنحة Game Changer الدراسية. دُعيت كورلو كمتحدث ضيف في إندونيسيا لحضور مؤتمر تمكين المرأة في عام 2017. كما تلقت منحة دراسية إلى المدرسة الصيفية الملكية الدنماركية للباليه في عام 2018. ظهرت كورلو في حملة لينوفو مع المصممة تاريسا كليمنز لليوم العالمي للمرأة في عام 2018. كانت ضيفة في حملة عالمية مع كونفيرس اسمها 'حب التقدم "في 2019، والتي تدعو النساء إلى إعادة تعريف ماذا تعني الفتاة. تعمل كورلو حاليًا لتحقيق هدفها المتمثل في أن تصبح أول راقصة باليه متحجبة في العالم ترقص في شركة باليه محترفة.